# Watchmen (Fernsehserie)
Watchmen ist eine auf dem gleichnamigen Comic basierende Fernsehserie von Produzent Damon Lindelof. Das auf dem Graphic Novel von Alan Moore basierende Werk wird auf dem Pay-TV-Sender HBO erstausgestrahlt und stellt nach Zack Snyders Film Watchmen – Die Wächter die zweite Realfilmadaption der Comicserie dar. Mit der Pilotfolge feierte die Serie am 20. Oktober 2019 in den USA Premiere.

## Besetzung und Synchronisation
Die deutsche Synchronisation erfolgte durch die Arena Synchron nach dem Dialogbuch von Michael Schernthaner und Tobias Müller, die Dialogregie führte Müller zusammen mit Patrick Baehr.
| Rolle                                      | Schauspieler          | Synchronsprecher  |
| ------------------------------------------ | --------------------- | ----------------- |
| Angela Abar / Sister Night                 | Regina King           | Katrin Zimmermann |
| Judd Crawford                              | Don Johnson           | Reent Reins       |
| Adrian Veidt / Ozymandias                  | Jeremy Irons          | Frank Glaubrecht  |
| Wade Tillman / Looking Glass               | Tim Blake Nelson      | Stefan Krause     |
| Calvin „Cal“ Abar                          | Yahya Abdul-Mateen II | Tommy Morgenstern |
| Red Scare                                  | Andrew Howard         | Michael Iwannek   |
| Panda                                      | Jacob Ming-Trent      | Marco Kröger      |
| Mr. Phillips                               | Tom Mison             | Tobias Nath       |
| Ms. Crookshanks                            | Sara Vickers          | Alice Bauer       |
| Christopher „Topher“ Doyle                 | Dylan Schombing       | Kian Weichert     |
| Will Reeves                                | Louis Gossett Jr.     | Jürgen Kluckert   |
| Agent Laurie Blake / Laurie Jane Juspeczyk | Jean Smart            | Sabine Arnhold    |
| Lady Trieu                                 | Hong Chau             | Rubina Nath       |
| Senator Joe Keene                          | James Wolk            | Jeremias Koschorz |

## Episodenliste
| Nr. | Deutscher Titel                                             | Originaltitel                              | Erstausstrahlung USA | Deutschsprachige Erstveröffentlichung (D/A/CH) | Regie               | Drehbuch                            | Zuschauer (USA) |
| --- | ----------------------------------------------------------- | ------------------------------------------ | -------------------- | ---------------------------------------------- | ------------------- | ----------------------------------- | --------------- |
| 1   | Es ist Sommer und wir haben bald kein Eis mehr              | It’s Summer and We’re Running Out of Ice   | 20. Okt. 2019        | 4. Nov. 2019                                   | Nicole Kassell      | Damon Lindelof                      | 0,799 Mio.      |
| 2   | Meisterleistungen der Comanchen-Reitkunst                   | Martial Feats of Comanche Horsemanship     | 27. Okt. 2019        | 11. Nov. 2019                                  | Nicole Kassell      | Damon Lindelof & Nick Cuse          | 0,765 Mio.      |
| 3   | Sie wurde von Weltraumschrott erschlagen                    | She Was Killed by Space Junk               | 3. Nov. 2019         | 18. Nov. 2019                                  | Stephen Williams    | Damon Lindelof & Lila Byock         | 0,648 Mio.      |
| 4   | Wenn dir meine Geschichte nicht passt, schreib deine eigene | If You Don’t Like My Story, Write Your Own | 10. Nov. 2019        | 25. Nov. 2019                                  | Andrij Parekh       | Damon Lindelof & Christal Henry     | 0,707 Mio.      |
| 5   | Ein wenig Angst vor Blitzen                                 | Little Fear of Lightning                   | 17. Nov. 2019        | 2. Dez. 2019                                   | Steph Green         | Damon Lindelof & Carly Wray         | 0,752 Mio.      |
| 6   | Dieses außergewöhnliche Wesen                               | This Extraordinary Being                   | 24. Nov. 2019        | 9. Dez. 2019                                   | Stephen Williams    | Damon Lindelof & Cord Jefferson     | 0,620 Mio.      |
| 7   | Eine fast schon religiöse Ehrfurcht                         | An Almost Religious Awe                    | 1. Dez. 2019         | 16. Dez. 2019                                  | David Semel         | Stacy Osei-Kuffour & Claire Kiechel | 0,779 Mio.      |
| 8   | Kommt ein Gott in eine Bar…                                 | A God Walks into Abar                      | 8. Dez. 2019         | 23. Dez. 2019                                  | Nicole Kassell      | Jeff Jensen & Damon Lindelof        | 0,822 Mio.      |
| 9   | Sieh, wie sie fliegen                                       | See How They Fly                           | 15. Dez. 2019        | 30. Dez. 2019                                  | Frederick E.O. Toye | Nick Cuse & Damon Lindelof          | 0,935 Mio.      |

## Entstehungsgeschichte
Anfang Oktober 2015 wurde berichtet, dass Zack Snyder über eine potenzielle Fernsehserie zu Watchmen mit dem Sender HBO in Kontakt stand. Der Bericht wurde von HBO bestätigt.
Am 20. Juni 2017 wurde bestätigt, dass Snyder nicht mehr am Projekt beteiligt ist. Stattdessen begann HBO Gespräche mit Damon Lindelof zu führen. Am 20. September 2017 wurde schließlich berichtet, HBO habe die Pilotfolge bestellt.
Auf Lindelofs Skriptvorlage wurde am 30. Januar 2018 bekannt, dass Nicole Kassell als Regisseurin der Pilotfolge verantwortlich ist. Lindelof ließ am 22. Mai 2018 verlauten, dass die Serie nicht direkt auf den Comics basiert, sondern stattdessen eine neue Handlung der Watchmen in der Serie erzählt wird. Schließlich ergänzte HBO am 17. August 2018 die Bestellung von der Pilotfolge auf die Bestellung einer vollständigen ersten Staffel und gab bekannt, dass die Premiere 2019 erfolgen soll.
Die Dreharbeiten für die Pilotfolge begannen am 1. Juni 2018 in Atlanta. Die vollständigen Dreharbeiten für die erste Staffel erfolgten in Georgia. Neben Atlanta dienten für die Pilotfolge Brooks, Fayetteville, Macon, Newnan, Palmetto sowie Tucker als Drehorte. Die restliche Staffel, die ab Oktober 2018 gedreht wurde, wurden darüber hinaus in Brookhaven, Decatur, Peachtree City, McDonough sowie an den Bahnhöfen von Chamblee und West Lake gedreht. Die Dreharbeiten für die erste Staffel endeten im Dezember 2018.
Am 9. Mai 2019 erschien der erste Trailer der Serie.

## Auszeichnungen
Primetime-Emmy-Verleihung 2020 (11 Auszeichnungen, 26 Nominierungen)
- Outstanding Limited Series
- Outstanding Lead Actress in a Limited Series or Movie	- Regina King
- Outstanding Supporting Actor in a Limited Series or Movie - Yahya Abdul-Mateen II
- Outstanding Writing for a Limited Series, Movie, or Dramatic Special - Damon Lindelof / Cord Jefferson
- Outstanding Casting for a Limited Series, Movie or Special - Victoria Thomas / Meagan Lewis
- Outstanding Cinematography for a Limited Series or Movie - Gregory Middleton
- Outstanding Fantasy/Sci-Fi Costumes - Sharen Davis / Valerie Zielonka
- Outstanding Music Composition for a Limited Series, Movie, or Special - Trent Reznor / Atticus Ross
- Outstanding Single-Camera Picture Editing for a Limited Series or Movie - Henk Van Eeghen
- Outstanding Sound Editing for a Limited Series, Movie, or Special
- Outstanding Sound Mixing for a Limited Series or Movie